# Tn.cz
TN.cz (TN, TN.Nova.cz) je internetový zpravodajský portál televize Nova, který je úzce provázaný s relacemi Televizních novin. Důraz klade na video a obrazové zpravodajství, od jara 2021 na webu funguje i živé kontinuální vysílání TN LIVE.

## O portálu
TN.cz patří k nejčtenějším zpravodajským portálům na českém internetu. V únoru 2022 ho navštívilo 3 480 942 reálných uživatelů. Kromě domácího a zahraničního zpravodajství se věnuje i ekonomickým a spotřebitelským tématům a zajímavostem ze světa slavných. Nabízí i rubriky Sport a Auto.
Redakce, kterou od roku 2014 vede Vladimír Rosol, je propojená s redakcí Televizních novin, nejsledovanější zpravodajské relace v zemi, a obsahově úzce spolupracují. Důležitou složkou obsahu jsou livestreamy nebo videa, jejichž rychlé zveřejnění webu umožňuje rozsáhlá síť reportérů ve všech regionech.

## Historie
Portál TN.cz funguje od května 2008, jeho spuštění předcházela rozsáhlá reklamní kampaň. V českém prostředí se jednalo o první web navázaný na televizní zpravodajství. Prvním šéfredaktorem se stal Zdeněk Šámal, nynější ředitel zpravodajství České televize.
Po Šámalově odchodu se ve vedení TN.cz postupně vystřídali Hanuš Hanslík, Jiří Sládek a Václav Kozák. V letech 2012 až 2014 web řídil Lubor Černohlávek.Aktuálním ředitelem zpravodajství a publicistiky TV Nova je Kamil Houska.
Web za svou existenci prošel několika redesigny. Naposledy v září 2021, kdy se sjednotila grafická podoba s Televizními novinami vysílanými z nového studia.

## TN LIVE
V květnu 2021 se portál rozšířil o internetové zpravodajské vysílání TN LIVE. V něm se kromě živých vstupů reportérů a předtočených reportáží objevovali i hosté komentující aktuální události.
Od začátku ruské invaze na Ukrajinu 24. února 2022 vysílal hlavní kanál TN LIVE ve všední dny nepřetržitě od 9:00 do půlnoci. Od dubna 2025 se začátek vysílání posunul na 6:00 a díky změně v licenci může vysílat až 24 hodin denně. Vysílání TN LIVE je vedle TN.cz dostupné i na portálu Oneplay nebo přes modré tlačítko na platformě HbbTV.
Divákům je kromě hlavního kanálu TN LIVE k dispozici kanál přenášející důležité tiskové konference nebo schůze Poslanecké sněmovny a rovněž kanál s livestreamy důležitých událostí po celém světě.
V roce 2025 se stanice začala postupně transformovat z čistě zpravodajské na zpravodajsko-lifestylovou. Současně s tím má dojít i k rozšíření pravidelného vysílání na 24 hodin denně a zavedení třísměnného provozu, který dokáže pokrýt zásadní dění během celého dne. Tato transformace má být dokončena do srpna 2025 před zahájením speciálních vysílání tematicky věnovaných volbám do Poslanecké sněmovny.
Projekt TN LIVE je druhým pokusem skupiny Nova o čistě internetovou zpravodajskou stanici. V letech 2012–2014 na portálu TN.cz fungoval její předchůdce, kanál Nova News.

## Mobilní aplikace
V dubnu 2016 portál představil aplikaci pro chytré mobilní telefony s operačními systémy iOS a Android. V září 2021 prošla rovněž grafickou obměnou. Uživatelé si mohou nastavit příjem upozornění na nejaktuálnější zásadní zprávy.